# Method Man

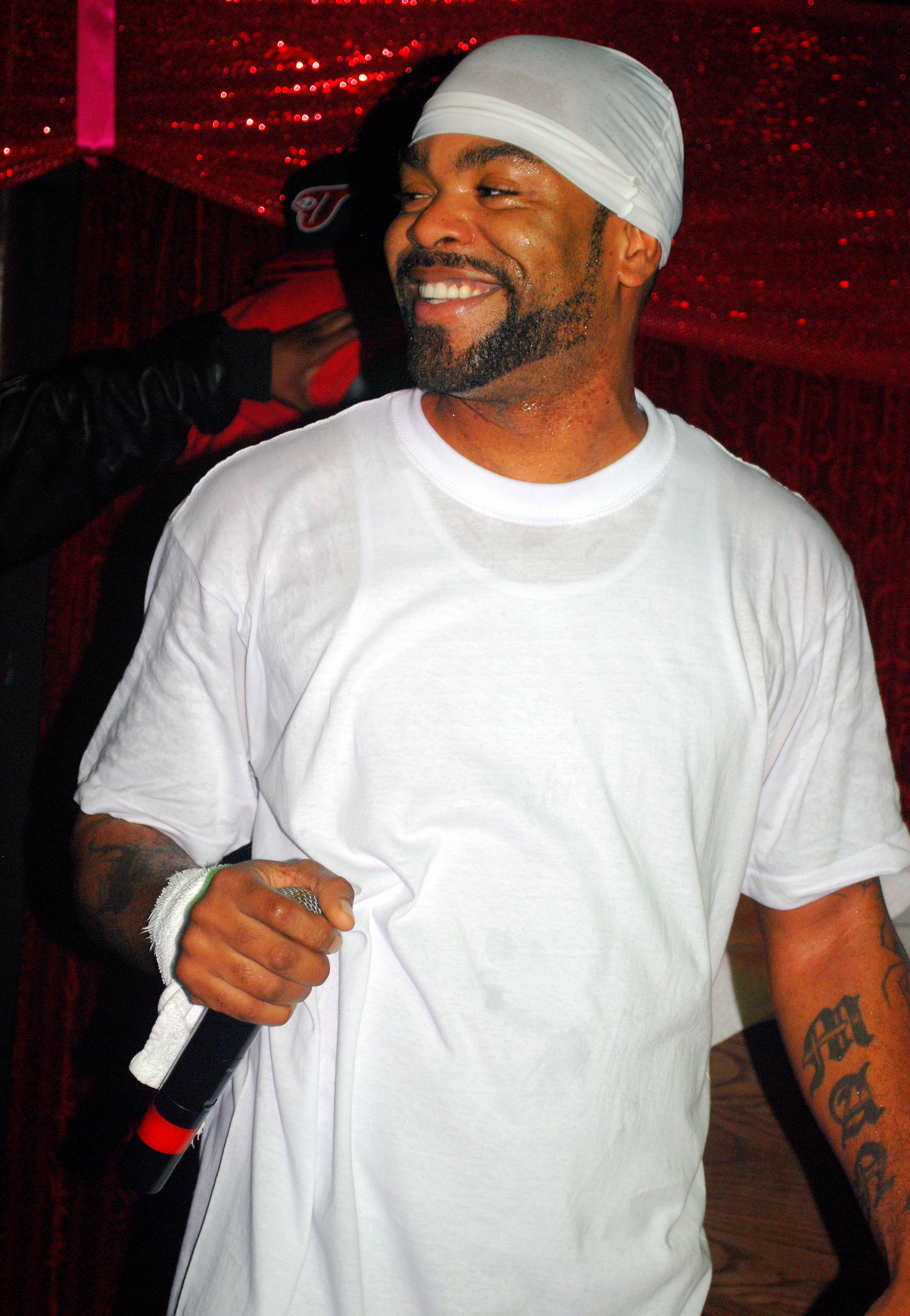
Method Man (2010)

Method Man (* 2. März 1971 in Hempstead, New York als Clifford James Smith) ist ein US-amerikanischer Rapper und Mitglied des Wu-Tang Clans. Zudem ist er bekannt als Schauspieler und für Duette mit dem Rapper Redman.

## Biografie
Clifford Smith wuchs auf Long Island und Staten Island als Scheidungskind auf. Er begann früh Schlagzeug zu spielen und interessierte sich für Comics, vor allem für die Marvel-Serie Ghost Rider, der er später zahlreiche seiner Pseudonyme als Rapper entlieh. Auch seine Kleidungsfirma benannte Smith nach dem Ghost Rider Charakter Johnny Blaze. Vor der Gründung des Wu-Tang Clans finanzierte er sich als Rauschgifthändler und durch mehrere Aushilfsjobs, unter anderem in einer Sozialstation der Five Percent Nation. Method Man stieß als jüngstes Mitglied zur Gruppe.
Sein Soloalbum Tical (1994) verkaufte sich 1,7 Millionen Mal und wurde damit zum bis dato erfolgreichsten Soloalbum eines Mitglieds des Wu-Tang Clan. Mit dem Lied All I Need, einem Duett mit Mary J. Blige, wurde er für den Grammy nominiert.
Die Fortsetzung zu dem 1994er Album erschien unter dem Titel Tical 2000: Judgement Day. Dieses Album verkaufte sich weltweit 1,5 Millionen Mal. Seit Mitte der 1990er Jahre ist Method Man auch als Schauspieler für Film und Fernsehen tätig. 2001 spielte er erstmals eine Hauptrolle im Film So High, der Soundtrack wurde von ihm und Redman erstellt. Von 2003 bis 2008 übernahm er eine wiederkehrende Rolle in der Serie The Wire. Später folgen einige weitere Filme, unter anderem Soul Plane. Außerdem hat Method Man zusammen mit Redman einen kurzen Auftritt in Scary Movie 3. Das 2004er Album Tical 0: The Prequel avancierte zum ersten künstlerischen Flop. Trotz guter Verkaufszahlen und einer Hitsingle wurde das Album von der Kritik verrissen. Nach mehreren Konfrontationen mit der Presse, die sogar über die bis dahin geheim gehaltene Krebserkrankung seiner Frau berichtete, vergingen 2 Jahre, bis das nächste Album, 4:21… The Day After, von Method Man erschien. Trotz nicht mehr so großer Mainstream-Erfolge gilt Method Man, wie auch die meisten anderen Wu-Tang-Mitglieder, als wichtige Figur in der US-Hip-Hop-Szene. Im Jahr 2006 hatte er einen öffentlich ausgetragenen Disput mit der Radiomoderatorin Wendy Williams, nachdem diese die Krebserkrankung seiner Ehefrau in einer Radiosendung veröffentlichte und ihm vorwarf fremdzugehen.
Am 17. Mai 2007 wurde er am Steuer seines Lincoln Navigator an der Mautstation des Brooklyn-Battery Tunnel angehalten. Bei der Überprüfung seines Fahrzeugs wurde mehr als 30 g Marihuana und zwei fertig gerollte Blunts gefunden. Er wurde wegen Besitz von Marihuana und Fahren nach illegalem Drogenkonsum angezeigt.
Am 21. August 2015 wurde sein Album The Meth Lab über das Label „Hanz On Music“ veröffentlicht, dessen Betreiber Hanz On bei mehr als der Hälfte aller Tracks auf diesem Werk mitwirkt. Weitere Gäste sind unter anderem Redman, Streetlife, Raekwon und Masta Killa.
Von März bis April 2025 nahm Method Man als Stud Muffin an der 13. Staffel der US-amerikanischen Version von The Masked Singer teil, in der er den achten Platz erreichte.

## Pseudonyme

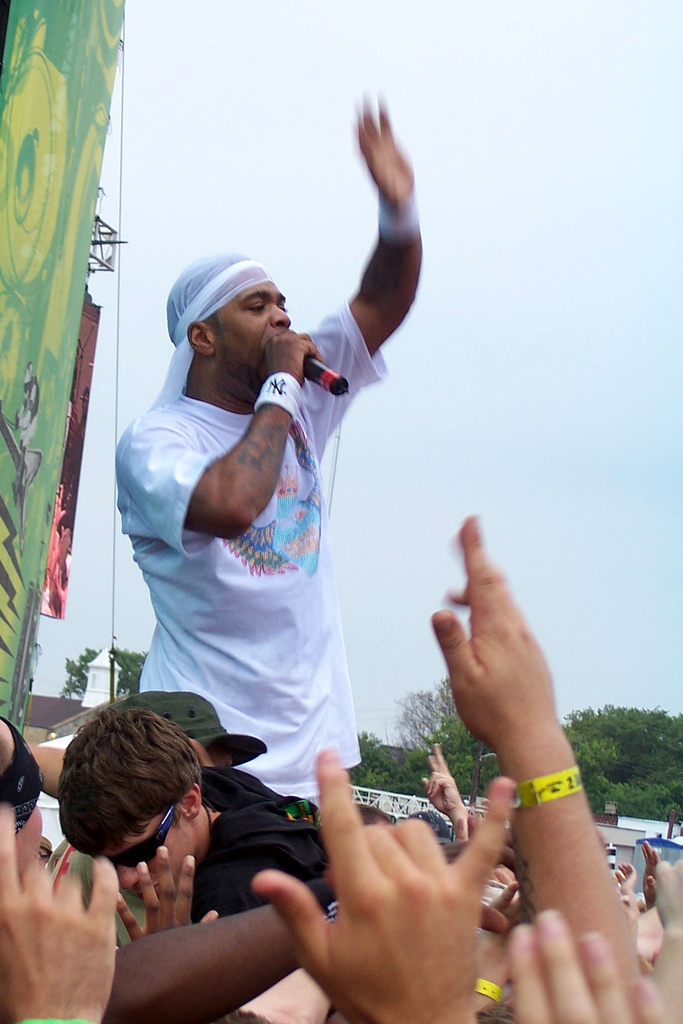
Method Man bei einem Konzert (2007)

Während seiner Karriere nutzte Clifford Smith neben Method Man eine Reihe weiterer Namen:
- Mr. Meth
- Johnny Blaze (Aus dem Comic Ghost Rider)
- Johnny Dangerous
- Methtical (Meth-tical)
- Metaphysical Man
- Tical
- The Ghost Rider (Aus dem Comic Ghost Rider)
- Iron Lung
- Hot Nikkel
- Meth
- John John Blazini
- Ticallion Stallion
- Big John Stud
- Shakwon
- Mr. MEF
- Calz
- Big Dick Daddy
- Even Bigger Dick Daddy

## Diskografie

### Studioalben
| Jahr | Titel                          | Höchstplatzierung, Gesamtwochen, AuszeichnungChartplatzierungen (Jahr, Titel, Platzierungen, Wochen, Auszeichnungen, Anmerkungen) | Höchstplatzierung, Gesamtwochen, AuszeichnungChartplatzierungen (Jahr, Titel, Platzierungen, Wochen, Auszeichnungen, Anmerkungen) | Höchstplatzierung, Gesamtwochen, AuszeichnungChartplatzierungen (Jahr, Titel, Platzierungen, Wochen, Auszeichnungen, Anmerkungen) | Höchstplatzierung, Gesamtwochen, AuszeichnungChartplatzierungen (Jahr, Titel, Platzierungen, Wochen, Auszeichnungen, Anmerkungen) | Höchstplatzierung, Gesamtwochen, AuszeichnungChartplatzierungen (Jahr, Titel, Platzierungen, Wochen, Auszeichnungen, Anmerkungen) | Anmerkungen                             |
| Jahr | Titel                          | DE | AT | CH | UK | US | Anmerkungen                             |
| ---- | ------------------------------ | --- | --- | --- | --- | --- | --------------------------------------- |
| 1994 | Tical                          | — | — | — | UK— GoldUK | US4 Platin · (43 Wo.)US | Erstveröffentlichung: 15. November 1994 |
| 1998 | Tical 2000: Judgement Day      | DE32 (8 Wo.)DE | — | — | UK49 Silber · (2 Wo.)UK | US2 Platin · (24 Wo.)US | Erstveröffentlichung: 10. November 1998 |
| 2004 | Tical 0: The Prequel           | DE22 (7 Wo.)DE | AT60 (3 Wo.)AT | CH7 (11 Wo.)CH | UK29 (5 Wo.)UK | US2 Gold · (12 Wo.)US | Erstveröffentlichung: 17. Mai 2004      |
| 2006 | 4:21… The Day After            | DE47 (3 Wo.)DE | AT68 (3 Wo.)AT | CH8 (7 Wo.)CH | UK80 (1 Wo.)UK | US8 (9 Wo.)US | Erstveröffentlichung: 29. August 2006   |
| 2015 | The Meth Lab                   | DE38 (1 Wo.)DE | — | CH12 (3 Wo.)CH | — | US57 (1 Wo.)US | Erstveröffentlichung: 21. August 2015   |
| 2018 | Meth Lab Season 2: The Lithium | — | — | — | — | — | Erstveröffentlichung: 14. Dezember 2018 |
| 2022 | Meth Lab Season 3: The Rehab   | — | — | — | — | — | Erstveröffentlichung: 6. Mai 2022       |

### Kollaboalben
| Jahr | Titel                    | Höchstplatzierung, Gesamtwochen, AuszeichnungChartplatzierungen (Jahr, Titel, Platzierungen, Wochen, Auszeichnungen, Anmerkungen) | Höchstplatzierung, Gesamtwochen, AuszeichnungChartplatzierungen (Jahr, Titel, Platzierungen, Wochen, Auszeichnungen, Anmerkungen) | Höchstplatzierung, Gesamtwochen, AuszeichnungChartplatzierungen (Jahr, Titel, Platzierungen, Wochen, Auszeichnungen, Anmerkungen) | Höchstplatzierung, Gesamtwochen, AuszeichnungChartplatzierungen (Jahr, Titel, Platzierungen, Wochen, Auszeichnungen, Anmerkungen) | Anmerkungen                                                          |
| Jahr | Titel                    | DE | CH | UK | US | Anmerkungen                                                          |
| ---- | ------------------------ | --- | --- | --- | --- | -------------------------------------------------------------------- |
| 1999 | Blackout!                | DE36 (6 Wo.)DE | — | UK45 Gold · (5 Wo.)UK | US3 Platin · (33 Wo.)US | Erstveröffentlichung: 28. September 1999 mit Redman                  |
| 2001 | How High: The Soundtrack | DE36 (17 Wo.)DE | CH19 (15 Wo.)CH | — | US38 (12 Wo.)US | Erstveröffentlichung: 11. Dezember 2001 mit Redman                   |
| 2009 | Blackout! 2              | DE66 (1 Wo.)DE | — | UK6 (6 Wo.)UK | US7 (13 Wo.)US | Erstveröffentlichung: 19. Mai 2009 mit Redman                        |
| 2010 | Wu-Massacre              | — | — | — | US12 (5 Wo.)US | Erstveröffentlichung: 30. März 2010 mit Ghostface Killah und Raekwon |

Weitere Kollaboalben
- 2008: Back to Back: Raw and Uncut (mit Streetlife)

### Inoffizielle Alben
- 2003: The Ghost Rider Vol. 2
- 2008: Johnny Blaze Strikes

### Singles als Leadmusiker
| Jahr | Titel Album                                                | Höchstplatzierung, Gesamtwochen, AuszeichnungChartplatzierungen (Jahr, Titel, Album, Platzierungen, Wochen, Auszeichnungen, Anmerkungen) | Höchstplatzierung, Gesamtwochen, AuszeichnungChartplatzierungen (Jahr, Titel, Album, Platzierungen, Wochen, Auszeichnungen, Anmerkungen) | Höchstplatzierung, Gesamtwochen, AuszeichnungChartplatzierungen (Jahr, Titel, Album, Platzierungen, Wochen, Auszeichnungen, Anmerkungen) | Höchstplatzierung, Gesamtwochen, AuszeichnungChartplatzierungen (Jahr, Titel, Album, Platzierungen, Wochen, Auszeichnungen, Anmerkungen) | Anmerkungen                                                                         |
| Jahr | Titel Album                                                | DE | CH | UK | US | Anmerkungen                                                                         |
| ---- | ---------------------------------------------------------- | --- | --- | --- | --- | ----------------------------------------------------------------------------------- |
| 1994 | Bring the Pain Tical                                       | — | — | — | US45 (20 Wo.)US | Erstveröffentlichung: 25. Oktober 1994                                              |
| 1995 | Release Yo’ Delf Tical                                     | — | — | UK46 (2 Wo.)UK | US98 (1 Wo.)US | Erstveröffentlichung: 11. Januar 1995                                               |
| 1995 | I’ll Be There for You / You’re All I Need to Get By Tical  | DE100 (1 Wo.)DE | — | UK10 (5 Wo.)UK | US3 Platin · (20 Wo.)US | Erstveröffentlichung: 25. April 1995 feat. Mary J. Blige                            |
| 1995 | How High The Show - Soundtrack                             | — | — | — | US13 Gold · (15 Wo.)US | Erstveröffentlichung: 15. August 1995 mit Redman                                    |
| 1995 | The Riddler Batman Forever - Soundtrack                    | — | — | — | US56 (11 Wo.)US | Erstveröffentlichung: 24. Oktober 1995                                              |
| 1997 | Hit ’Em High (The Monstars’ Anthem) Space Jam – Soundtrack | DE14 (15 Wo.)DE | CH11 (13 Wo.)CH | UK8 (7 Wo.)UK | — | Erstveröffentlichung: 7. Januar 1997 mit B-Real, Coolio, LL Cool J und Busta Rhymes |
| 1999 | Break Ups 2 Make Ups Tical 2000: Judgement Day             | — | — | UK33 (2 Wo.)UK | US98 (2 Wo.)US | Erstveröffentlichung: 26. Januar 1999 feat. D’Angelo                                |
| 2001 | Part II How High: The Soundtrack                           | DE23 (11 Wo.)DE | CH54 (9 Wo.)CH | UK98 (1 Wo.)UK | US72 (12 Wo.)US | Erstveröffentlichung: 4. Dezember 2001 mit Redman feat. Toni Braxton                |
| 2002 | All I Need –                                               | DE90 (4 Wo.)DE | — | — | — | Erstveröffentlichung: 2002 feat. Mary J. Blige                                      |
| 2004 | What’s Happenin’ Tical 0: The Prequel                      | DE82 (2 Wo.)DE | — | UK17 (5 Wo.)UK | — | Erstveröffentlichung: 30. März 2004 feat. Busta Rhymes                              |

Weitere Singles
- 1998: Judgement Day
- 1999: Tear It Off (mit Redman)
- 2000: Y.O.U. (mit Redman)
- 2000: Da Rockwilder (mit Redman)
- 2001: Even If
- 2001: Round & Round (feat. Jonell)
- 2006: Say (feat. Lauryn Hill)
- 2009: A Yo (mit Redman)
- 2009: Mrs. International (mit Redman)
- 2011: World Gone Sour
- 2013: Let’s Go (feat. Genetikk)
- 2023: Claudine (mit Ghostface Killah, Mathematics & Nicole Bus)

### Singles als Gastmusiker
| Jahr | Titel Album                                                    | Höchstplatzierung, Gesamtwochen, AuszeichnungChartplatzierungen (Jahr, Titel, Album, Platzierungen, Wochen, Auszeichnungen, Anmerkungen) | Höchstplatzierung, Gesamtwochen, AuszeichnungChartplatzierungen (Jahr, Titel, Album, Platzierungen, Wochen, Auszeichnungen, Anmerkungen) | Höchstplatzierung, Gesamtwochen, AuszeichnungChartplatzierungen (Jahr, Titel, Album, Platzierungen, Wochen, Auszeichnungen, Anmerkungen) | Höchstplatzierung, Gesamtwochen, AuszeichnungChartplatzierungen (Jahr, Titel, Album, Platzierungen, Wochen, Auszeichnungen, Anmerkungen) | Anmerkungen                                                                                |
| Jahr | Titel Album                                                    | DE | CH | UK | US | Anmerkungen                                                                                |
| ---- | -------------------------------------------------------------- | --- | --- | --- | --- | ------------------------------------------------------------------------------------------ |
| 1995 | No Hook Shaq Fu: Da Return                                     | — | — | — | US103 (? Wo.)US | Erstveröffentlichung: 6. Februar 1995 Shaquille O’Neal feat. RZA und Method Man            |
| 1996 | Shadowboxin’ Liquid Swords                                     | — | — | — | US67 (13 Wo.)US | Erstveröffentlichung: 28. März 1996 GZA feat. Method Man                                   |
| 1996 | Wu-Wear: The Garment Renaissance High School High - Soundtrack | — | — | — | US60 (12 Wo.)US | Erstveröffentlichung: 30. Juli 1996 RZA feat. Method Man und Cappadonna                    |
| 1997 | 4, 3, 2, 1 Phenomenon                                          | — | — | — | US75 (12 Wo.)US | Erstveröffentlichung: 9. Dezember 1997 LL Cool J feat. Method Man, Redman, Canibus und DMX |
| 1999 | Left & Right Voodoo                                            | — | — | — | US70 (5 Wo.)US | Erstveröffentlichung: 19. Oktober 1999 D’Angelo feat. Method Man und Redman                |
| 1999 | N 2 Gether Now Significant Other                               | DE42 (10 Wo.)DE | CH95 (3 Wo.)CH | — | US73 (11 Wo.)US | Erstveröffentlichung: 9. November 1999 Limp Bizkit feat. Method Man                        |
| 2001 | Round & Round How High - Soundtrack                            | — | — | — | US62 (17 Wo.)US | Erstveröffentlichung: 2001 Jonell feat. Method Man                                         |
| 2003 | Love @ 1st Sight Love & Life                                   | DE36 (5 Wo.)DE | CH23 (10 Wo.)CH | UK18 (5 Wo.)UK | US22 (13 Wo.)US | Erstveröffentlichung: 24. Juni 2003 Mary J. Blige feat. Method Man                         |
| 2003 | Noble Art Revoir un Printemps                                  | — | CH81 (4 Wo.)CH | — | — | Erstveröffentlichung: 2003 IAM feat. Method Man und Redman                                 |

Weitere Gastbeiträge
- 1993: Hush Hush Tip (N-Tyce feat. Method Man)
- 1995: Vibin' (The New Flava) (Boyz II Men feat. Method Man, Treach, Craig Mack und Busta Rhymes)
- 1995: Ice Cream (Raekwon feat. Method Man, Cappadonna und Ghostface Killah)
- 2005: Still On It (Ashanti feat. Paul Wall und Method Man)
- 2009: New Wu (Raekwon feat. Method Man und Ghostface Killah)
- 2009: House of Flying Daggers (Raekwon feat. Method Man, Inspectah Deck und Ghostface Killah)
- 2013: The Pit (Doctor P & Adam F feat. Method Man)
- 2013: Trillmatic (ASAP Mob feat. ASAP Nast und Method Man)
- 2018: Goodbyes (The Knocks feat. Method Man)
- 2018: Gonna Love Me (Remix) (Teyana Taylor feat. Ghostface Killah, Method Man & Raekwon, US: Gold)
- 2024: Skyscrapers (Snoop Dogg  feat. Dr. Dre, Method Man und Smitty)

## Auszeichnungen für Musikverkäufe
| Platin-Schallplatte - Kanada - 1998: für das Album Tical 2000: Judgement Day - 1999: für das Album Tical - 2001: für das Album Blackout! |

Anmerkung: Auszeichnungen in Ländern aus den Charttabellen bzw. Chartboxen sind in ebendiesen zu finden.
| Land/RegionAuszeichnungen für Musikverkäufe (Land/Region, Auszeichnungen, Verkäufe, Quellen) | Silber  | Gold     | Platin     | Verkäufe  | Quellen         |
| -------------------------------------------------------------------------------------------- | ------- | -------- | ---------- | --------- | --------------- |
| Kanada (MC)                                                                                  | —       | —        | 3× Platin3 | 300.000   | musiccanada.com |
| Vereinigte Staaten (RIAA)                                                                    | —       | 3× Gold3 | 4× Platin4 | 5.500.000 | riaa.com        |
| Vereinigtes Königreich (BPI)                                                                 | Silber1 | 2× Gold2 | —          | 60.000    | bpi.co.uk       |
| Insgesamt                                                                                    | Silber1 | 5× Gold5 | 7× Platin7 |           |                 |

## Filmografie (Auswahl)

### Filme
- 1996: Great White Hype – Eine K.O.Mödie (The Great White Hype)
- 1997: White Lines – Im Teufelskreis des Verbrechens (Belly)
- 1997: 187 – Eine tödliche Zahl (One Eight Seven)
- 1997: Cop Land
- 2001: So High (How High)
- 2003: Scary Movie 3
- 2004: Garden State
- 2004: My Baby’s Daddy
- 2004: Soul Plane
- 2005: Venom – Biss der Teufelsschlangen (Venom)
- 2006: Ways of the Flesh
- 2008: The Wackness – Verrückt sein ist relativ (The Wackness)
- 2008: Meine Frau, die Spartaner und ich (Meet the Spartans)
- 2010: Sinners and Saints
- 2010: Der Sezierer (The Mortician)
- 2011: Bad Sitter (The Sitter)
- 2012: Red Tails
- 2014: Cobbler – Der Schuhmagier (The Cobbler)
- 2015: Dating Queen (Trainwreck)
- 2016: Keanu
- 2016: Paterson
- 2018: Future World
- 2018: Peppermint: Angel of Vengeance (Peppermint)
- 2019: Shaft
- 2020: Concrete Cowboy
- 2020: Vampires vs. the Bronx
- 2021: Last Looks
- 2022: On the Come Up
- 2023: How I Learned to Fly
- 2024: Bad Shabbos
- 2024: The 4:30 Movie
- 2025: Shadow Force – Die letzte Mission (Shadow Force)

### Serien
- 2000: Wonderland (Episode 1x01)
- 2001: Oz – Hölle hinter Gittern (Oz, 4 Episoden)
- 2001: MADtv (Episode 7x09)
- 2002: Third Watch – Einsatz am Limit (Third Watch, Episode 3x14)
- 2003: Twilight Zone (Episode 1x25)
- 2003: Boston Public (Episode 3x21)
- 2004: Cosmo & Wanda – Wenn Elfen helfen (The Fairly OddParents, Episode 5x12, Stimme)
- 2004: Method & Red (13 Episoden)
- 2003–2008: The Wire (13 Episoden)
- 2006–2010: CSI: Vegas (CSI: Crime Scene Investigation, 4 Episoden)
- 2009: Law & Order: Special Victims Unit (Episode 9x10)
- 2011: Good Wife (The Good Wife, Episode 2x13)
- 2015: Scorpion (Episode 1x08)
- 2015, 2017: Blue Bloods – Crime Scene New York (Blue Bloods, 3 Episoden)
- 2016: Marvel’s Luke Cage (Episode 1x12)
- 2017–2019: The Deuce (17 Episoden)
- 2019–2020: The Last O.G. (4 Episoden)
- 2020: Teenage Bounty Hunters (5 Episoden)
- 2020–2024: Power Book II: Ghost (40 Episoden)
- 2021: Godfather of Harlem (3 Episoden)
- 2025: The Masked Singer (Fernsehsendung, Teilnehmer Staffel 13, 8. Platz)